# Hip hop al parque
Le Hip hop al parque, est un festival international de hip-hop organisé annuellement dans la ville de Bogota, en Colombie, depuis 1996. Il s'agit d'un festival gratuit, en plein air, organisé dans le parc métropolitain Simón Bolívar et l'un des plus importants de ce type en Amérique latine. Il fait partie de la série des Festivals dans le parc promus par l'Instituto Distrital de las Distritales (Institut du district de Bogota) du district de Bogota.
Il fait partie de la série Festivales al Parque promue par l'Instituto Distrital de las Artes. Ce festival accueille de grands représentants de la culture hip-hop dans ses différentes branches : rap, breakdance, DJ et graffiti, et est fréquenté par d'importants artistes tout au long de ses 21 années d'existence. Au niveau de Bogota, les lauréats des prix Festivales al Parque sont présentés.

## Histoire
Au départ, il s'appelle Rap a la torta, c'est-à-dire qu'il se tient à la Media Torta de Bogota et débute en 1996, promu par la mairie d'Antanas Mockus dans le cadre de la politique connue sous le nom de culture citoyenne, en 1998, il s'appelait Rap al parque, organisé par l'Institut de la culture et du tourisme du district et se tient pendant trois jours. En 1999, la breakdance et le graffiti sont intégrés au festival, qui s'appelle alors pour la première fois Hip hop al Parque. En 2000, le festival se déroule dans le Parque Metropolitano El Tunal. Pour son édition 2003, il se déroule sur trois jours et connaît une forte croissance, passant de 25 000 participants en 2005 à environ 100 000 en 2008. Entre 2011 et 2015, il se déroule sur trois jours : le premier jour dans le Media Torta et les deux jours suivants dans le parc Simón Bolívar.
Il a inspiré d'autres festivals locaux tels que le Hip Hop Colombia Day.